# Olynthus negrus
Espèce
Olynthus negrus est une espèce d'insectes lépidoptères (papillons) appartenant à la famille des Lycaenidae, à la sous-famille des Theclinae et au genre Olynthus.

## Dénomination
Olynthus negrus a été décrit par George Austin (d) et Kurt Johnson (d) en 1998.

## Description
Olynthus negrus est un petit papillon aux pattes et aux antennes cerclées de blanc et noir, avec une fine queue noire à chaque aile postérieure.
Le dessus des ailes est bleu outremer veiné et largement bordé de noir avec aux ailes antérieures une tache ronde grise proche du milieu du bord costal.
Le revers est marron grisé avec aux ailes postérieures une ligne postdiscale discontinue formée de lignes et chevrons blancs, et deux ocelles rouge dont un ocelle anal.

## Écologie et distribution
Olynthus negrus est présent au Brésil et en Guyane,,.

### Protection
Pas de statut de protection particulier.